# Drenik
Drenik – wieś w Słowenii, w gminie Škofljica. W 2018 roku liczyła 67 mieszkańców.